# Sarx
Sarx (en grec ancien : σάρξ) est un mot du grec ancien signifiant chair, que l'on trouve dans la littérature vétéro et néotestamentaire et qui est notamment utilisé dans la typologie christologique concernant la nature de Jésus-Christ.

## Usages
Dans le Nouveau Testament, on le rencontre à plus de cent-cinquante reprises et on le trouve sous trois formes : sarx, habituellement traduit par « chair »; sarkikos traduit par « charnel  » ou « de chair » et sarkinos, qui n'apparait qu'une fois, traduit par « de chair ».
Pour les Hébreux, l'âme et le corps forment une unité indissociable et il n'existe pas de terme dans cette langue pour signifier le corps matériel en tant que distinct de l'âme, même si ce dernier concept a lui un mot (nephesh) qui sera traduit par psyché en grec, puis par anima en latin. La totalité âme et corps porte le nom de basar, expression que l'on traduira en grec par le terme sarx, qui donnera caro en latin et enfin chair en français. Mais le mot chair est devenu au fil du temps le synonyme de corps, c'est-à-dire ce que l'on appelle en grec sôma (en grec : σῶμα) ou « l'enveloppe matérielle », créant ainsi contresens. 
D'un point de vue chrétien, Cyrille d'Alexandrie, note que l'évangéliste Jean utilise le mot sarx pour exposer le mystère de l'Incarnation : « Le Logos s'est fait chair » soit l'équivalent de : « Le Logos s'est fait homme (âme et corps) », insistant sur la volonté du Christ d'assumer pleinement, en son entier, sa nature humaine. Mais la majorité de l'usage du mot sarx dans le Nouveau Testament, particulièrement dans les épîtres de Paul est dépréciatif, dans l'idée de souligner la faiblesse de la nature humaine et la condition pécheresse de l'homme.
Le terme de sarx peut aussi être rapproché de celui de Leib (chair en allemand), utilisé en phénoménologie par opposition à celui de Körper, en particulier chez Husserl et Merleau-Ponty où il désigne le pathos, le sujet, par opposition à l'objet. Ce point de vue est particulièrement fructueux dans une perspective théologique, en raison de la croyance chrétienne en la résurrection de la chair, le corps de gloire (celui du Christ, consommé dans l'Eucharistie, aussi bien que celui de l'homme ressuscité) pouvant être interprété comme corps pathique plutôt que comme corps objectif. C'est une bonne illustration du fameux Tournant théologique de la phénoménologie française décrit par Dominique Janicaud.